# 37. вечити дерби у фудбалу
37. вечити дерби у фудбалу је фудбалска утакмица одиграна у Београду 5. децембра 1965. године, између Црвене звезде и Партизана. Утакмица се завршила резултатом 2 : 1 (1 : 0) за Црвену Звезду.